# The Black Sheep (film 1909)
The Black Sheep è un cortometraggio muto del 1909 interpretato e diretto da Gilbert M. 'Broncho Billy' Anderson. Il film fu rifatto da Anderson nel 1914 con il titolo The Good-for-Nothing.

## Produzione
Il film, che fu prodotto dalla Essanay Film Manufacturing Company, venne girato negli Essanay Studios al 1333-45 W. Argyle Street di Chicago, dove la casa di produzione aveva la sua sede principale.

## Distribuzione
Distribuito dall'Essanay Film Manufacturing Company, il film - un cortometraggio in una bobina - uscì nelle sale cinematografiche USA il 7 luglio 1909.